# Transformator wysokiego napięcia

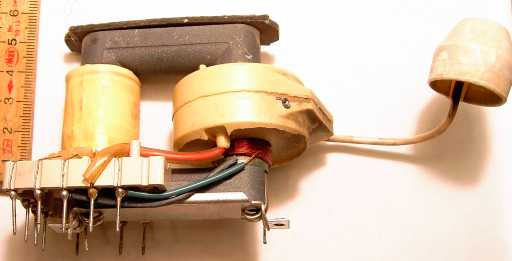
Telewizyjny transformator wysokiego napięcia

Transformator wysokiego napięcia – typ transformatora, służący do podwyższania napięcia do kilku a nawet kilkudziesięciu kV. Najczęściej tego typu elementy można spotkać w telewizorach i monitorach CRT. Transformatory wysokiego napięcia są wyposażone w specjalną cewkę WN charakteryzującą się dużą odpornością na przebicia wewnętrzne.